# Kollektivtrafiken i Debrecen
Kollektivtrafiken i Debrecen, Ungerns näst största stad, är organiserad av DKV.

## DKV Zrt.

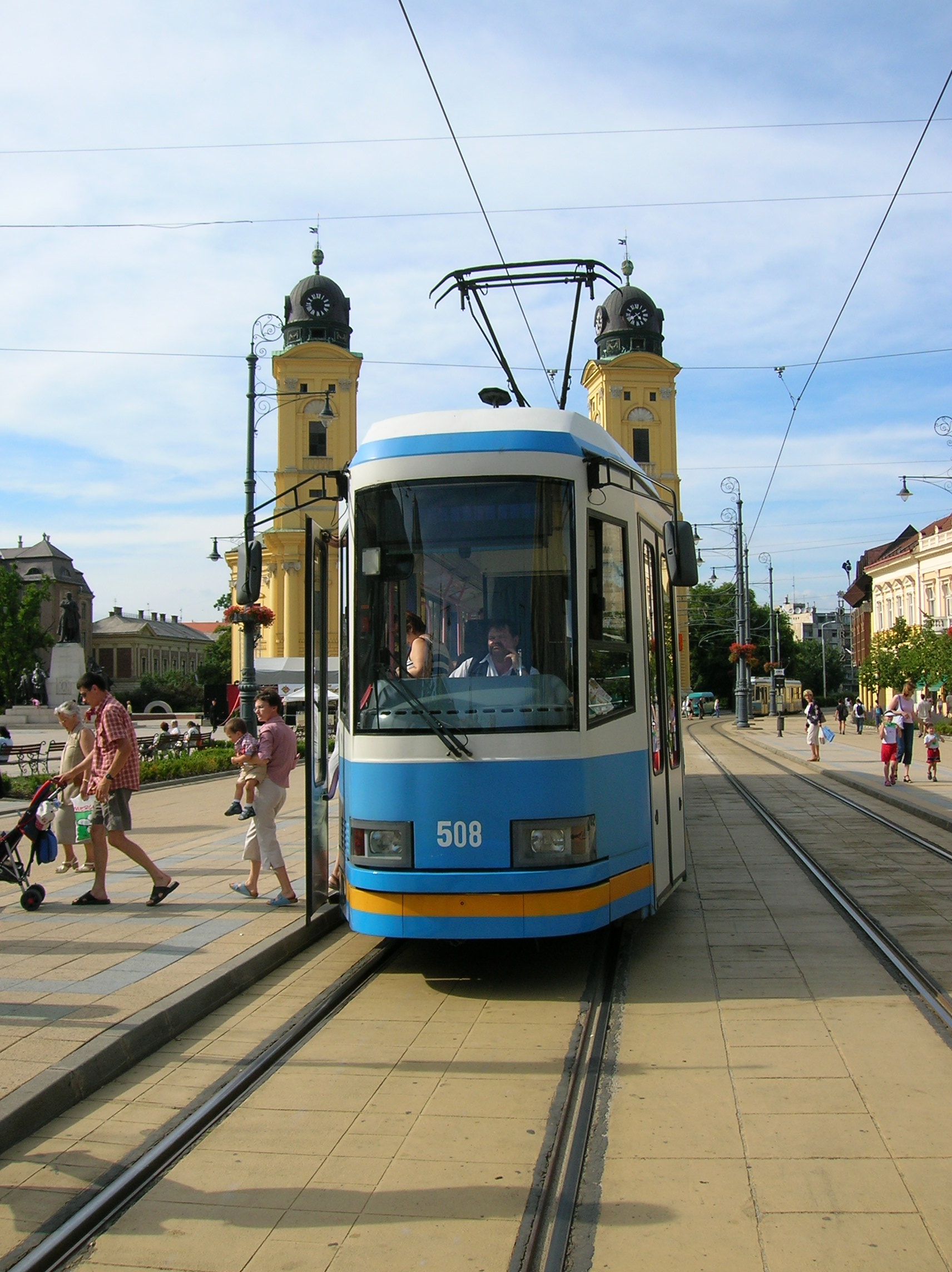
De blåa spårvagnarna.

DKV Zrt. grundades år 1883 under namnet Debrecens lokala spårvagnssällskap. De började köra kollektivtrafik den 2 oktober 1884 med hästdragna och ångdrivna spårvagnar. Den första elektriska spårvagnen togs i bruk år 1911. Från år 1906 blev staden Hajdúsámson, och senare staden Nyírbátor, sammankopplade med Debrecen via en kommunal järnväg som även underhölls av samma företag.
Under 1940-talet fanns det redan tio spårvagnslinjer. Den 2 juni 1944 bombades staden och stora delar av spårvagnsnätet blev allvarligt skadat. Detta var åtgärdat och lagat runt år 1947 och sju av linjerna körde runt staden till 1970-talet. De tio linjerna återställdes men användes knappt. Spårvagnarna ersattes snart av bussar och Debrecen är idag en av fyra städer i Ungern som har spårvagnar. Det var endast en linje som blev kvar och resten förstördes. DKV:s roll i det dagliga livet i staden Debrecen minskade mycket och företaget förlorade snart sin roll som ledande kollektivtrafiksbolag.
Trådbussarna började användas 1985 och ersatte de gamla linjerna där spårvagnar tidigare gick.
Fram till den 15 juli 1950 var företaget statsägt. Idag ägs företaget av staden Debrecen.

### Spårvagnar och trådbussar

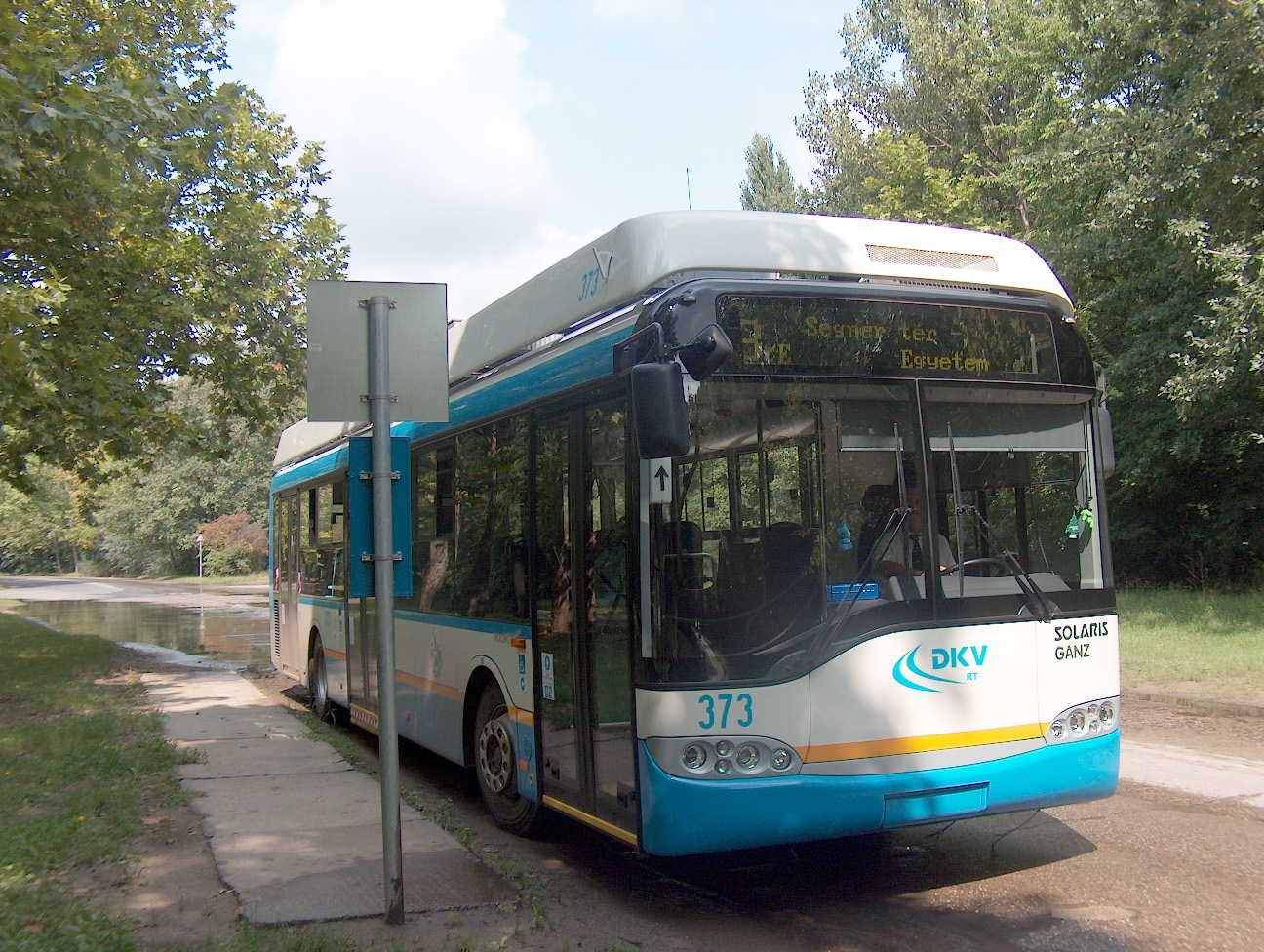
En Solaris-Ganz låggolvstrådbuss.

Mellan år 1970 och 1984 fanns det 21 FVV-spårvagnar i drift. Denna typ var densamma som användes i Budapest, Miskolc och Szeged. Spårvagnar för de två sistnämnda var byggda av just DKV. Företaget äger fortfarande vagnarna men de ses sällan ute på gatorna.
De typiska blåa spårvagnarna (KCSV-1S) i Debrecen byggdes år 1993. Det finns endast elva stycken av denna typ i hela världen och de finns i Debrecen. Företaget äger även gamla nostalgivagnar.
Trådbussarna av modellen ZIU-9 tillverkades i Sovjetunionen. 26 av dessa är i trafik sedan 1985. Under april 2005 köptes nya bussar in från företaget Solaris för att ersätta de föråldrade sovjetiska bussarna.
Under 2005 köpte Hajdu Volan även ett antal begagnade svenska gasledbussar av typen Neoplan N4021 som tidigare trafikerat Linköpings gator.

## Hajdú Volán Zrt.
Hajdú Volán är ett företag som sköter busstrafiken i Hajdú-Bihar. Det grundades år 1949. Förutom trafik i Hajdú-Bihar och provinsens huvudstad Debrecen kör det bussar över hela landet. Företaget sköter stadstrafik i fyra städer förutom i Debrecen. Hajdú Volán äger 350 bussar och av dessa är 170 i bruk i Debrecen för att kunna sköta det 50-linjiga bussnätet.